# Пенский, Платон Иванович
Платон Иванович Пенский (1775—1843) — генерал-майор русской императорской армии; картограф, начальник литографической мастерской Военно-топографического депо Главного штаба. Был известен как превосходный чертежник и рисовальщик карт. Директор Императорского фарфорового завода (в 1829—1832 гг.).

## Биография
Родился 4 (15) апреля 1775 года; происходил из дворян Смоленской губернии.
Получив офицерский чин в 1793 году, Пенский в 1796 году поручиком был зачислен в Свиту Его Величества по квартирмейстерской части, будучи переведён туда из Генерального штаба; в 1799 году принимал участие в Итальянском походе Суворова и за отличие был произведён в майоры. В числе нескольких других офицеров участвовал в черчении «Атласа Швейцарской кампании», изданного в Санкт-Петербурге
В 1803 году состоял по квартирмейстерской части, в 1805 году был произведён в подполковники и в 1808 году получил чин полковника. В 1810 году Пенский преподавал рисование и черчение в Училище для колонновожатых в Санкт-Петербурге. Был начальником чертёжной при втором отделении квартирмейстерской части.
За отличия в Отечественной войне 1812 года Пенский получил орден св. Анны 2-й степени. В Заграничных кампаниях в Пруссии и Франции Пенский также показал себя с положительной стороны и в 1813 году был награждён орденом св. Владимира 3-й степени, а 7 октября 1814 года был пожалован золотой шпагой с надписью «За храбрость».
26 ноября 1816 года Пенский за беспорочную выслугу 25 лет в офицерских чинах получил орден Св. Георгия 4-й степени (№ 3189 по кавалерскому списку Григоровича — Степанова).
Произведённый 12 декабря 1819 года в генерал-майоры, Пенский с 1817 по 1829 год занимал должность начальника литографической мастерской Военно-топографического депо Главного штаба и его 6-го отделения.
Вышел в отставку с военной службы в 1829 году, в связи с назначением его 13 апреля директором Императорского фарфорового завода. Окончательно вышел в отставку в 1832 году.
Умер в Санкт-Петербурге 7 (19) июня 1843 года, похоронен на Большеохтинском кладбище (пересечение Смоленской и Ярославской дорог; на могиле — колонна на постаменте).
Его жена, Мария Владимировна (?—02.04.1869), была похоронена на Смоленском православном кладбище.